# Dār al-Harb
Der arabische Begriff dār al-Harb دار الحرب dār al-harb, DMG dāru l-ḥarb heißt wörtlich übersetzt „Haus des Krieges“ oder „Gebiet des Krieges“ und bezeichnet einer verbreiteten islamrechtlichen Auffassung zufolge alle Gebiete der Welt, in denen der Islam nicht Staatsreligion ist, bzw. die kein Dār al-Islām („Haus des Islams“, „Gebiet des Islams“) oder Dār al-ahd („Gebiet des Vertrages“, „Gebiet des Übereinkommens“) sind. Einer anderen, ebenfalls bereits im theologischen Diskurs des Mittelalters vertretenen Ansicht zufolge gilt eine Gegend bereits dann als dār al-Islām und somit explizit nicht als dār al-Harb, wenn Muslimen in ihr die freie Ausübung ihrer Religion möglich ist. Im Gegensatz zum Begriff Umma gehen die Begriffe dār al-harb, dār al-Islām und dar al-ahd auf keine Textstelle im Koran oder in der Sunna zurück; sie entstammen vielmehr dem Diskurs der Rechtsgelehrten.

## Begrifflichkeit
Die Bewohner der Dār al-Harb sind die Ḥarbīs, für die eigene rechtliche Bestimmungen gelten. Weitestgehend mit gleicher Bedeutung wie Dār al-Harb wird auch der Begriff Dār al-Kufr (دار الكفر), wörtlich „Gebiet des Unglaubens“ gebraucht. Im Gegensatz dazu werden Gebiete mit dem Islam als Staatsreligion – bzw. einer zweiten Meinung zufolge bereits dann, wenn Muslime ihre Religion praktizieren können – Dār al-Islām (دار الإسلام) genannt. Der Begriff taucht nicht im Koran auf, sondern geht Yusuf al-Qaradawi zufolge auf den Begründer der hanafitischen Rechtsschule, den islamischen Rechtsgelehrten Abu Hanifa (699–767), zurück.
Kriegszüge gegen die Dār al-Harb werden aus traditioneller Sicht des Islam nicht als Kriege betrachtet und deshalb auch nicht als solche bezeichnet, sondern als „Öffnungen“ (فتوحات Futuhat). Nach traditioneller islamischer Auffassung kann es keinen Salām („Frieden“) mit der Dār al-Harb geben, sondern nur eine zeitlich begrenzte Hudna („Waffenstillstand“). Kriege gegen die Dār al-Harb werden traditionell als Dschihad bezeichnet.
Wer den Dschihad betreibt, wird als Mudschahed (مجاهد), pl. Mudschahidun (مجاهدون), bzw. im Genitiv und Akkusativ Mudschahidin (مجاهدين) bezeichnet. Der Dschihad ist keine Pflicht des individuellen Muslims, sondern Pflicht für die Gesamtheit der Muslime (fard kifâya). Wer während des Dschihad getötet wird, geht als Schahid (شهيد), wörtlich übersetzt „Zeuge“, „Märtyrer“ unmittelbar in den Himmel ein, wo er von den so genannten Paradiesjungfrauen (Huri) und anderen Freuden umgeben ist.
Nach ursprünglicher Auffassung ist es einem Muslim verboten, in der Dār al-Harb zu leben, und er muss, wenn es ihm irgend möglich ist, von dort in die Dar al-Islam auswandern (Hidschra, wie einst der Prophet Mohammed aus Mekka, bevor es islamisch war, nach Medina auswanderte). Dies gilt einigen Gelehrten (z. B. al-Māwardī, An-Nawawi) zufolge jedoch dann nicht, wenn es den Muslimen möglich ist, ihre Religion zu praktizieren, da das Gebiet, in dem diese Muslime leben, dann nämlich für diese als Gebiet des Islam und gerade nicht mehr als Dār al-Harb zu betrachten sei. Wie der Islamwissenschaftler Johannes Bork schreibt, liegt diese bereits in der Vormoderne nachweisbare Auffassung vor allem neueren Interpretationen zugrunde. Viele westliche Länder könnten auf diese Weise zu Gebieten des Dār al-Islām gezählt werden. In einer Fußnote zitiert Bork sogar die Auffassung, dass auf diese Weise letztlich nur wenige Länder übrig blieben, die nicht als Dār al-Islām anzusehen seien.
In späterer Zeit wurden Begriffe wie Dar as-Sulh („Gebiet mit Friedensvertrag“) und gleichbedeutend Dar al-'Ahd geschaffen. Sie bezeichneten Gebiete, die einen Vertrag mit der Dar al-Islam geschlossen hatten und tributpflichtig waren. Aus diesen Gebieten mussten Muslime auch nicht zwingend auswandern. Nach der britischen Eroberung Indiens erklärten Religionsgelehrte wie Sayyid Ahmad Khan, dass jedes Land, in dem die Muslime ihre Religion praktizieren dürfen, als Dar al-Aman („Gebiet mit Sicherheitsgarantie“) zu betrachten sei, womit die Pflicht zu Dschihad oder Auswanderung entfalle. In diesem Sinne betrachteten nach der Teilung Indiens 1947 viele Muslime Indien als Dar al-Aman. Viele indische Muslime blieben aber der traditionellen Auffassung treu und wanderten nach Pakistan aus (Muhadschirun).
Diese späteren Begriffe sind aber umstritten, da die islamischen Madhahib etwa seit dem 11. oder 12. Jahrhundert jegliche Neuerungen ablehnen. Genaueres über Neuerungen steht im Artikel Fiqh.
Da spätestens seit dem Ende des Kalifats 1924 kein islamischer Staats- und Herrschaftsverband mehr existiert, gibt es in den jeweiligen muslimisch dominierten Nationalstaaten sehr unterschiedliche Auslegungen und Anwendungen des islamischen Rechts, so auch des Konzepts von Dār al-Harb. Es hat heutzutage nur noch geringe Bedeutung.